# Renesoul
Renesoul – drugi solowy album Pauliny Przybysz wydany pod pseudonimem Pinnawela. Pierwszym singlem promującym płytę był utwór "Przeczucie".
W 2012 roku wydawnictwo uzyskało nominację do nagrody polskiego przemysłu fonograficznego Fryderyka w kategoriach Album roku hip-hop/reggae/R&B i Najlepsza oprawa graficzna albumu.

## Lista utworów
1. Intro
2. Josephine
3. Pszczoły
4. Przeczucie
5. Renesoul
6. Prenatal Conversation
7. Macia
8. Serce
9. Forest
10. Get Together
11. Digital Quality